# Tigak
Le tigak (ou omo) est une des langues de Nouvelle-Irlande, parlée par 6 000 locuteurs, dans le nord de la province de Nouvelle-Irlande, dans le district de Kavieng et à l'ouest de Djaul. Il comprend les dialectes suivants : Island Tigak, West Tigak, Central Tigak, South Tigak.